# Gorgonidia inversa
Gorgonidia inversa là một loài bướm đêm thuộc phân họ Arctiinae, họ Erebidae.